# Bambi, l'histoire d'une vie dans les bois
Pour les articles homonymes, voir Bambi.
Bambi, l'histoire d'une vie dans les bois (en allemand : Bambi: Eine Lebensgeschichte aus dem Walde) est un roman pour la jeunesse autrichien de Felix Salten, paru en 1923. Succès littéraire, il a inspiré plusieurs films, dont le long métrage d'animation des studios Disney Bambi, sorti en 1942.
L'auteur a écrit une suite en 1939 : Bambi : Les Enfants de Bambi (Bambis Kinder: Eine Familie im Walde).

## Origine
C'est lors d'un voyage dans les Alpes que, charmé par la nature environnante, Felix Salten (Siegmund Salzmann de son vrai nom) imagine l'histoire d'un chevreuil baptisé « Bambi », nom formé à partir du mot italien "bambino", qui signifie à la fois « bébé » et « enfant ».

## Résumé

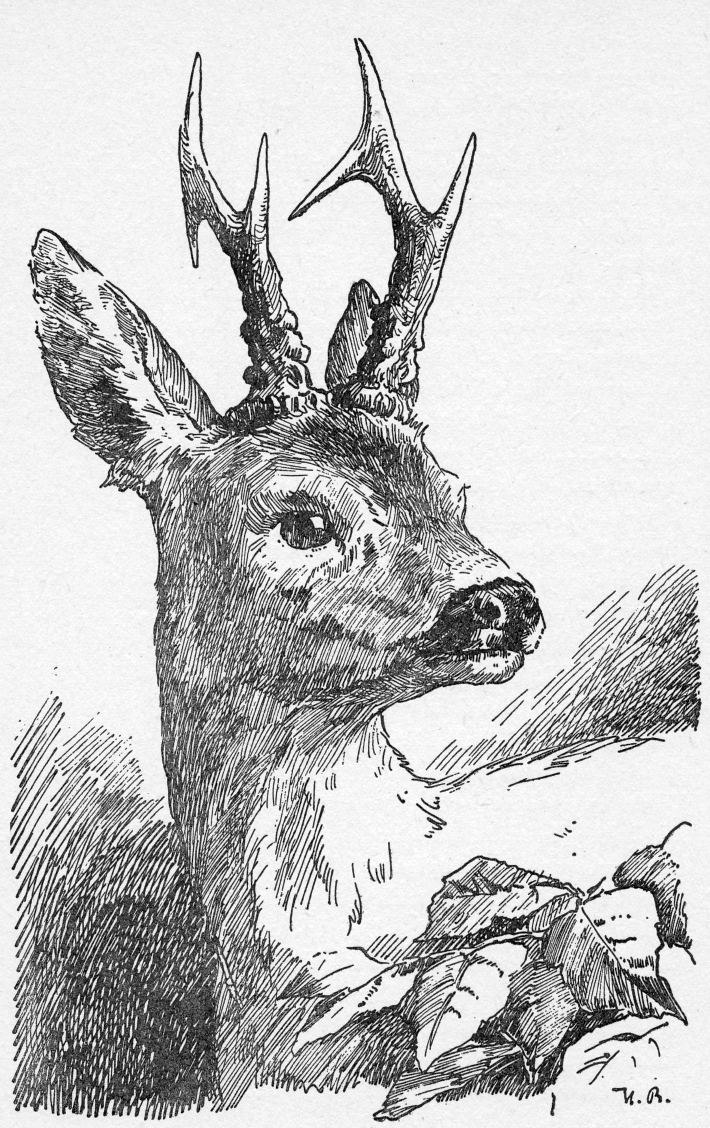
Le personnage de Bambi dans l'édition de 1940.

Un chevrillard nommé « Bambi » coule des jours heureux. Mais un jour qu'il s'aventure en terrain découvert avec sa mère, des chasseurs les séparent à tout jamais. Dès lors, Bambi ne peut plus apprendre à survivre qu'auprès de son père.

## Commentaires
« C'est un voyage dans les Alpes qui aurait inspiré Félix Salten, pour ce récit initiatique suivant les pas d'un petit faon appelé Bambi (de l'italien « bambino », signifiant enfant), de sa naissance à sa découverte de la dureté du monde. »

— Article du Point et celui du Figaro
Le livre est interdit en 1936 par les autorités du régime nazi qui considéraient que son histoire était une allégorie du sort des Juifs d’Europe,. La plupart des exemplaires existant à l'époque sont alors brûlés.
En exil en Suisse pendant la Seconde Guerre mondiale, Felix Salten écrit une suite : Bambi's Children, avec des illustrations d'Erna Pinner,.

## Éditions françaises
- 1928 : Bambi, Les Œuvres Libres, no 86, août 1928, Recueil littéraire. Paris : Arthème Fayard et Cie Éditeurs[7].
- 1929 : Bambi le cerf Une vie dans les bois. Roman traduit de l’allemand par Henri Bloch. Dessins d'Henri Camus. « Collection Maïa », Paris : Stock, Delamain et Boutelleau.
- 1956 : Bambi le cerf. Illustrations d'Henry Blanc, d’après le film de Walt Disney. Paris : Hachette.
- 1979 : Bambi, le cerf. Illustrations de Pierre Probst. Paris : Hachette.  (ISBN 2-01-003229-2)
- 2016 : Bambi : L’histoire d’une vie dans les bois. Traduit de l'allemand par Nicolas Waquet avec une préface de Maxime Rovère ; Paris : Éditions Payot et Rivages.  (ISBN 978-2-743-63647-0)
- 2020 : Bambi, l'histoire d'une vie dans les bois, Felix Salten, illustrations de Benjamin Lacombe, traduit de l'allemand (Autriche) par Nicolas Waquet, 176 p.  À partir de 9 ans.
- 2020 : Bambi, une vie dans les bois, Felix Salten, illustrations de Phillippe Jalbert ; Gautier-Languereau. À partir de 5 ans.
- 2023 : Bambi. La véritable histoire, Felix Salten, adapté par Michel Larrieu, dessins de Michaël Cailloux, Éditions Delachaux et Niestlé[8]. À partir de 9 ans.

## Adaptations à l'écran

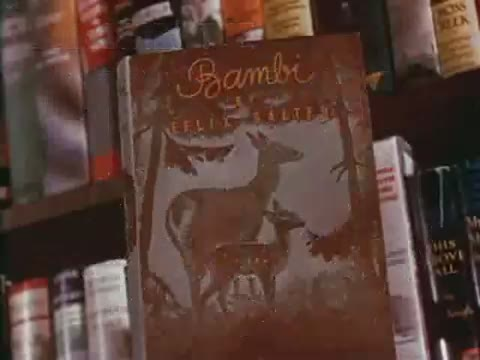
Édition de Bambi de 1964.

- 1942 : Bambi, film américain des studios Walt Disney Pictures
- 1985 : L'Enfance de Bambi (Detstvo Bambi), film soviétique de Natalia Bondartchouk
- 1986 : La Jeunesse de Bambi (Yunost Bambi), film soviétique (suite de Detstvo Bambi) de Natalia Bondartchouk
- 2006 : Bambi 2, film américain des studios Disney (suite de Bambi)
- 2024 : Bambi, l'histoire d'une vie dans les bois, film français de Michel Fessler
- 2025 : Bambi: The Reckoning, film d'horreur américain.